# أماندا براون (لاعبة كرة مضرب)
أماندا براون (بالإنجليزية: Amanda Brown)‏ هي لاعب كرة مضرب بريطانية، ولدت في 2 مايو 1965.

## وصلات خارجية
- أماندا براون على موقع رابطة محترفات التنس (الإنجليزية)
- أماندا براون على موقع الاتحاد الدولي لكرة المضرب (الإنجليزية)
- أماندا براون على موقع كأس بيلي جين كينغ (الإنجليزية)
- أماندا براون على موقع خلاصة التنس.كوم (الإنجليزية)
- أماندا براون على موقع اللجنة الأولمبية الدولية (الإنجليزية)
- أماندا براون على موقع أوليمبيديا (الإنجليزية)